# Бойчук Олександр В'ячеславович
Олександр В'ячеславович Бойчук, м. Володимир) — український військовик, старший мічман, головний старшина 9-го дивізіону надводних кораблів Військово-Морських сил України, учасник бойових дій в Іраку.

## Життєпис
Народився у м. Володимир, Волинської області.
Починав службу в 44 мотострілецькому полку 51 МСД. Командував взводом і був старшим техніком механізованої роти. Служив інженером пожежної роти, тривалий час був сапером.
8 місяців виконував миротворчу місію в Іраку.
В 2009 році перейшов на флот, першою стала посада старшини команди бойового управління ракетно-артилерійської бойової частини корвета «Луцьк», а з січня 2012 року – командиром рейдового тральщика. 
У березні 2014 року, під час захоплення Криму, старший мічман тральщика «Генічеськ» Бойчук привів корабель у бойову готовність. 18 березня усі військові кораблі знялися з якорів і пішли на вихід із Донузлава, спробувати прорватися, але не встигли: вихід уже був перекритий.
20 березня командир 5-ї бригади надводних кораблів Військово-морських сил Збройних сил України Віталій Звягінцев, який зрадив Україну, наказав усім кораблям причалити до берега. Командир «Генічеська» не послухався, росіян на борт не пустив навіть попри те, що в бік кораблів були направлені три кулеметні точки та автоматичні станкові гранатомети, а на тральщику закінчувалися їжа і пальне.
Вранці корабель вирішив спробувати ще раз утекти, але його наздогнав катер з російськими спецпризначенцями. Вони закидали корабель шумовими гранатами і висадилися на тральщик. Моряки відбивалися шлангами та ланцюгами. Бойчук дістав прикладом по голові, впав і втратив свідомість.
«Генічеськ» пришвартували на причалі. Усі члени екіпажу зійшли на берег. За два дні Бойчуки разом із 15-річним сином В’ячеславом виїхали на підконтрольну Україні територію.
З екіпажу Бойчука восьмеро з 11 моряків не зрадили присязі. 20 травня «Генічеськ» російські буксири вивели з Донузлава і передали українській стороні. 12 червня Бойчук знову став командиром судна.
У навчаннях «Сі Бриз» тральщик під орудою старшого мічмана Бойчука брав участь чотири роки поспіль, до 2018-го. 
Під час повномасштабного вторгнення 24 лютого 2022 року головний старшина перебував у Маріуполі на кораблі управління «Донбас». Із побратимами з трьох суден вони обороняли спочатку кораблі, порт, а потім і місто. Потрапив в оточення й полон.
14 серпня 2025 року звільнений з полону в рамках обміну військовополонених. 

## Нагороди та відзнаки
За сумлінне і чесне виконання військового обов'язку та вислугу 20 років у календарному обчисленні - Медаль «20 років сумлінної служби».